# You (ギタリスト)
you（ユウ、本名：津田 豊（つだ ゆたか）、1974年7月24日 - ）は、日本の音楽家で、ロックバンドJanne Da Arcのギタリスト。所属芸能事務所はKeyHolder傘下のゼスト。兵庫県神戸市出身。大阪府立枚方西高等学校中退。後に定時制の高等学校を卒業。血液型はO型。身長170cm。

## 概要
ギタリストとしては、速弾きやスウィープ、エイトフィンガー奏法、ギターでのスラップなど、高度なギターテクニックを数多く扱い、その様なプレイスタイルになったきっかけはMR. BIGの1stアルバムを聴いて衝撃を受けたからとのこと。2003年10月には自身で教則DVDを発売している。
Janne Da Arc内では、「OASIS」や「explosion」、「Mr.Trouble Maker」など、ハードロック色の強い曲を書く一方、「シルビア」「WING」などポップなナンバーを作曲した。自身の2ndアルバムでは三線も使っている。
2021年、Janne Da Arcのkiyoとともに新バンドNicori Light Toursを結成し、同年8月13日にデビューシングル「蜃気楼Girl / コマンド疑似恋愛」をリリースした。

## 影響
好きな音楽ジャンルはプログレ。
ヌーノ・ベッテンコートを尊敬している。2006年春に雑誌の対談で意気投合し、7月22日のウドー・ミュージック・フェスティバルでは、ヌーノからのラブコールで共演も果たした。ライブ終了後には、ヌーノから「一緒にやれてうれしかった。また今度、ぜひ共演しよう！」と言葉を貰った。
他に影響を受けたアーティストとしてUNICORNとアラン・ホールズワースをあげている。

## 機材
使用ギター　ジャンヌダルク時代は主に自身のフェルナンデス製のシグネィチャーモデルをライブで使用し、他はKanji製のストラトキャスタータイプ、「自分と同じ歳のストラトがほしい。」と1974年製のストラトキャスターも所有している。レコーディングでスタインバーガーなども使用。最近ではIbanezやPRS,Strandberg,G-Life Guitars,Caparison,MUSICMAN,Suhr,kieselなど国内外を問わず、ハイエンドを含めた20〜40本ほどの様々なメーカーのギターを所有しているのが本人のTwitterで確認できる。また、Janne Da Arc活動期は7弦ギターまでの使用は一部の楽曲（child vision ～絵本の中の綺麗な魔女～,NEO VENUS,GUILTY PAIN,process 等）でも見受けられたが、現在は8弦ギターまでをも駆使する事があり、ギタープレイの幅を拡大し続けている。

## 人物
- 目立つことが苦手な性格であり、Janne Da Arcの活動初期は、ヴィジュアル系バンドとしてメイクをすることに抵抗感を持っていたという。
- ka-yuとは対照的にライブでの動きは少なかった（ただし、インディーズ時代はメジャー活動期と比較して積極的に動いている）。その理由は、上述した目立ちたくないという思いと、過去のライブで、メンバー中、最も暴れていた様子を撮られ周りから弄られたこと、客席にダイブした際に客が避けたため、床に落ちて腰を強打してしまったというトラウマから。この経験で一時期はライブ自体に恐怖心を抱いていた。
- 小学生の頃は少年野球をやっていた。中学時代は陸上部に所属しており、短距離走をやっていたが腰の骨を2度折ったため、その後は砲丸投げに転向した。
- 地元で有名な急な階段を自転車で下って転倒し、買ったばかりのギターを折る。
- カタカナを書くことが苦手で「サクラ」と書いたつもりが「サワラ」、「ワクワク」を「ワワワワ」と読まれるなど枚挙に暇がない。
- 中学時代は周りの中では体格が大きな部類であったこと、肌が色黒でスポーツ刈りだったため「ジャイアン」みたいだと言われていた。
- 阪神タイガースファン。03年の優勝時には「道頓堀川に飛び込む」と宣言していたが、結局母親に止められやめた。携帯電話の着信音が六甲颪だった時期もある。また甲子園球場に訪れた際、裏口が開いていたため忍び込み、グラウンドの土を拝借し持ち帰ったこともある。
- ライブではコーラス、サイドボーカルをka-yuと共に担当。

## ディスコグラフィー

### アルバム
1. LIFE〜the first movement〜（2007年6月20日）
2. LIFE〜the second movement〜（2007年10月24日）
3. LIFE 〜the third movement〜（2008年10月29日）

### シングル
1. truth of life ～featuring vocal Hachiya Koto～（2008年10月1日）

### 映像作品
1. ジャンヌダルク you テクニカル・ギター・メソッド（発売：アトス・インターナショナル、2003年10月10日）

### IA × Guitar magazine によるコンピレーション・アルバム
1. Guitar magazine presents SUPER GUITARISTS meets IA（2015年7月29日）
  - IA PROJECTとギター・マガジンのコラボによるコンピレーション・アルバムの製作にkiyoと共同で参加。収録曲「キライ」を作曲した[4]。

## 参加作品
- DEAD END Tribute -SONG OF LUNATICS-（2013年9月4日）
  - 「Spider in the Brain」に参加。
- ぽこた「ラ・セラヴィー」(2016年10月19日)
  - 「TATTOO〜刹那の蛇〜」に参加。
- ASAGI
  - 「斑」(2018年1月31日)
    - 「大豺嶽～月夜に吠ゆ～」に参加。

  - 「妖狐の嫁入り」(2018年9月24日)
- MASAKI「PIT-LOW2」(2018年11月7日)
  - 「VERTIGO」に参加。